# André Caby
Pour les articles homonymes, voir Caby.
André Henri Casimir Caby, né le 15 mars 1892 à Lille et mort pour la France le 15 février 1915 à la Ferme de Beauséjour (Marne), est un champion de natation français.

## Biographie
Cordonnier de profession, André Caby est sociétaire du club des Pupilles de Neptune de Lille.
Sa brillante mais courte carrière de nageur de haut niveau correspond à la période de son service militaire.
Engagé volontaire pour trois ans le 11 avril 1910 dans un régiment de Lille, le 43e régiment d’infanterie, il obtient la dignité de soldat de 1re classe un an plus tard et est rendu à la vie civile en avril 1913.
En août 1911, « Caby (43e d’infanterie) » se distingue lors des championnats de France militaires de natation organisés à Lille en se classant deuxième du 100 mètres et premier du 500 mètres nage libre.
Il confirme pleinement ses dons de nageur en devenant champion de France de natation du 1 500 mètres en septembre 1911 à Lyon avec un temps de 26 min 32 s 1/5.
Le nageur lillois remporte ensuite le 1500 mètres nage libre du Championnat de France de l’U.S.F.S.A. à Juvisy le 23 juin 1912. Il gagne cette épreuve à une allure si rapide que la commission de natation de l’U.S.F.S.A. homologue en sa faveur une spectaculaire série de records de France de natation battus au cours de cette course :
- record de France du 500 mètres nage libre en 8 min 15 s 2/5 (qu’il améliore ensuite en 7 min 57 s 2/5[7])
- record de France du 600 mètres nage libre en 10 min 8 s 1/5
- record de France du 800 mètres nage libre en 13 min 40 s
- record de France du 1 000 mètres nage libre en 17 min 11 s 2/5
- record de France du 1 200 mètres nage libre en 20 min 42 s 4/5
- record de France du 1 400 mètres nage libre en 24 min 20 s
- record de France du 1 500 mètres nage libre en 26 min 2 s

Durant le même championnat de France du 23 juin 1912, Caby arrive deuxième du 400 mètres nage libre « à une main » derrière Henri Decoin.
L’excellence de ses performances et de sa préparation lui vaut d’être sélectionné comme membre de l'équipe de France de water-polo masculin (au poste de remplaçant) pour les Jeux olympiques d'été de 1912, où il participe aux séries du 1500 mètres nage libre mais abandonne.
Consacré champion de France du 500 mètres nage libre couru à Joinville-le-Pont en août 1912 avec un temps de 8 min 16 s 3/5, Caby remporte ensuite successivement le championnat de France civil du 1500 mètres (dont il conserve le titre en 26 min 31 s 2/5), puis le championnat militaire du 500 mètres en 8 min 16 s 2/5 le 1er septembre 1912 à Paris.
En revanche, l'athlète ne défend pas ses titres lors des Championnats de France de natation de 1913 à Juvisy-sur-Orge, où il ne se présente pas aux épreuves.
Rappelé sous les drapeaux par la mobilisation générale d’août 1914, Caby réintègre le 43e régiment d’infanterie de Lille le 2 août 1914 et est promu caporal le 11 septembre suivant. 
En mars 1915, le Bulletin des réfugiés du département du Nord « demande nouvelles de Caby (André) caporal au 43e rég. d’inf., 4e Cie, le champion de natation bien connu des Lillois ». Le mois suivant, un numéro de la même publication rapporte dans sa rubrique « Nos sportifs à la guerre » la fin tragique du nageur : « Caby (André) a été tué le 16 février, à Beauséjour, d’un éclat d’obus qui lui a fracassé la cuisse ». Le caporal Caby était tombé à l'ennemi dans les combats acharnés qui se disputaient la Ferme de Beauséjour. 
En novembre 1920, Caby est toujours le détenteur posthume du double record du 1000 et du 1 500 mètres nage libre. Henri Duvanel le dépossède du record du 1500 mètres en le ramenant à 25 min 48 s le 20 août 1921. Le souvenir du champion lillois est encore évoqué par la presse sportive en 1925.